# Julián Zugasti y Sáenz
Julián Antero de Zugasti y Sáenz (Còria, 3 de gener de 1836-Madrid, 28 de novembre de 1915) va ser un polític espanyol, governador civil de diverses províncies i destacat pel seu paper en la lluita contra el fenomen del bandolerisme.

## Biografia
D'origen basc, no obstant això, va néixer en Còria en 1836. Es va llicenciar en lleis i va exercir com a advocat. Va entrar en política amb la Revolució de 1868, prenent part en la batalla del pont d'Alcolea al costat del general Serrano. Va ser membre del Partit Progressista i diputat a Corts en 1872, 1873 i en 1881 pel districte de Còria. Va ser també conseller d'Estat, inspector general d'Hisenda i governador de diverses províncies: va passar de ser governador de Toledo, en 1870, a ser nomenat cap polític de Còrdova, amb certs poders també sobre les províncies de Sevilla i Màlaga, consagrant-se sobretot a combatre el bandolerisme, amb notable èxit.
A la seva arribada a Còrdova va fer el següent comentari sobre la situació que allí va trobar:
| « | ...gran nombre de crims impunes; molts malfactors desconeguts per als tribunals; molts protectors encoberts i pertanyents a totes les classes de la societat..., i por, terror, delacions, corrupcions de la policia i funcionaris..., i també inconvenients sense número que procedien de l'estat excepcional del país, després d'una gran revolució…trencament del principi d'autoritat fins a uns extrems mai vists; i finalment insuficiència absoluta dels mitjans ordinaris per a combatre aquell desenfrenat bandolerisme que, amb la insolvència de la impunitat havia crescut, com un colós, i prenia múltiples i diverses formes, com Proteu, sota la levita, sota la jaqueta, als camps i a les ciutats. | » |

Com a governador civil de la província de Còrdova, entre 1870 i 1873 va emprendre a cap una important lluita contra els bandolers que actuaven en la zona. Zugasti va crear una "Partida de Seguretat Pública" constituïda per 100 efectius i subjecta al reglament de la Guàrdia civil. Mitjançant algunes noves i efectives mesures, que sovint vorejaven la il·legalitat, va aconseguir la detenció o mort de 107 bandolers, entre ells sis dels més perillosos bandolers andalusos. Les actuacions personals de Zugasti, així com l'establiment de nous llocs de la Guàrdia Civil en el territori, van ser decisiva per a acabar amb els feus de bandolers de la zona l'activitat de la qual es perdia ja en el segle xviii. Va supervisar i va documentar sobre aquest tema un estudi històric fonamental en la bibliografia sobre aquesta xacra social, la redacció de la qual Rafael Salillas va atribuir al novel·lista cordovès per lliuraments Juan de Dios Mora: El bandolerismo: Estudio social y memorias históricas (1876-1880), 10 vols. En aquesta obra apareixen nomenats crípticament per mitjà d'anagrama les poderoses famílies andaluses que els protegien, per la qual cosa existeixen nombrosos toms desapareguts de l'obra a causa de la censura d'aquestes mateixes famílies.
El 28 de juny de 1886 va ser nomenat governador civil de Madrid. Mentre es trobava exercint aquest càrrec, no va atendre o va distreure la seva atenció dels preparatius del frustrat cop d'estat republicà del general Manuel Villacampa del Castillo, per la qual cosa va ser destituït aquest mateix any.
Moriria a Madrid en 1915.

## Obras
- Causas del retraso de Extremadura y mejoras que deben introducirse (1862)
- El bandolerismo: Estudio social y memorias históricas (1876-1880), 10 vols.
- Los Árabes (1877).
- Estado social de la moral española (1877).
- La Bohemia (1877).